# Jone Railomo

a Compétitions nationales et continentales officielles uniquement.

b Matchs officiels uniquement.
Dernière mise à jour le 30 août 2018.
Jone Railomo, né le 26 février 1981 sur l'île de Suva (Fidji) et mort le 8 août 2009 dans la même ville, est un joueur de rugby à XV fidjien. Il joue en équipe des Fidji, évoluant au poste de pilier (1,83 m pour 120 kg).

## Carrière

### En équipe nationale
Jone Railomo a eu sa première cape internationale le 10 juin 2005, à l’occasion d’un match contre les All Blacks. Il est sélectionné pour disputer la coupe du monde de rugby 2007.

## Statistiques en équipe nationale
- 10 sélections avec l’équipe des Fidji
- Sélections par année : 1 en 2005, 5 en 2007
- En coupe du monde :
  - 2007 : 5 sélections (Japon, Canada, Australie, Pays de Galles, Afrique du Sud)